# Марк, Бернард

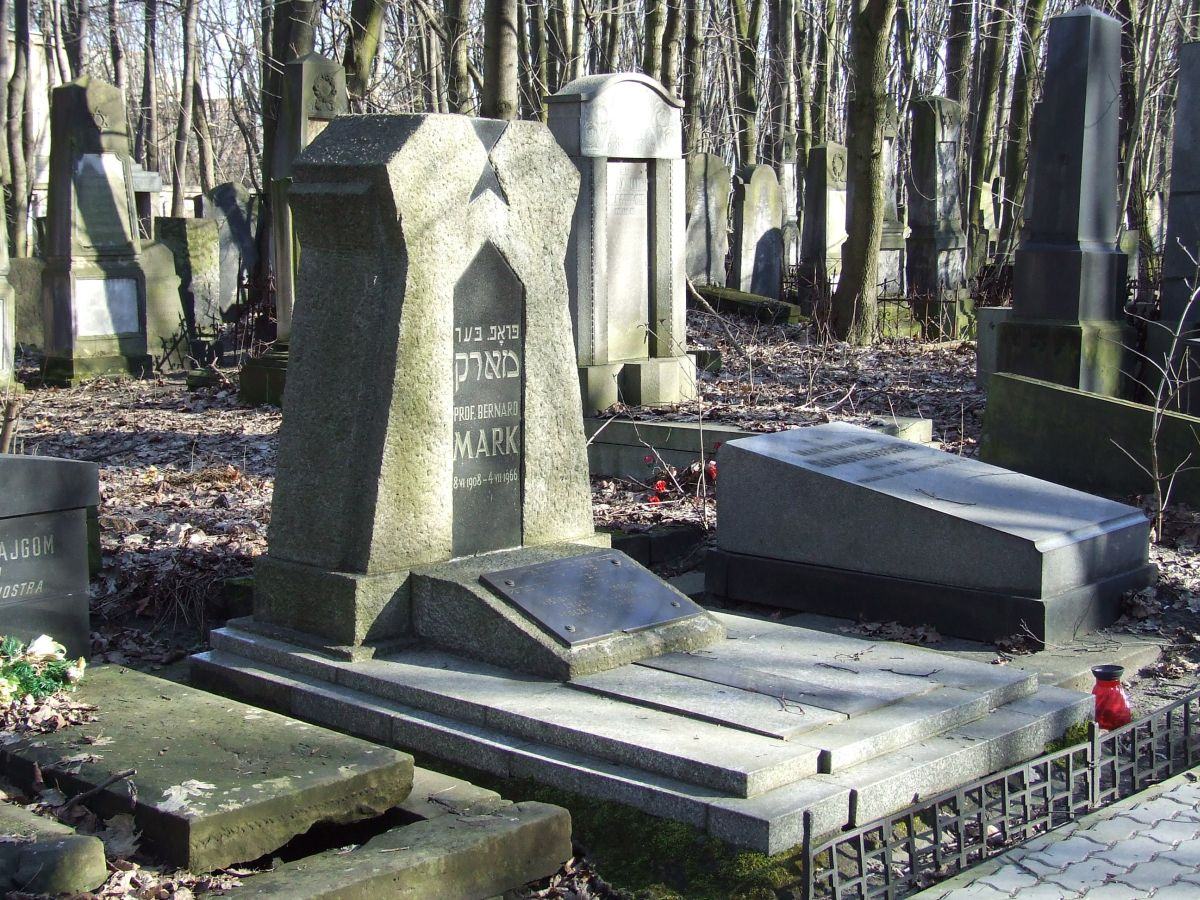
Могила Бернарда Бер Марка на еврейском кладбище в Варшаве

Бернард Бер Марк (пол. Bernard Ber Mark; 8 июня 1908, Ломжа, Ломжинская губерния, Российская империя — 4 августа 1966, Варшава, Польская Народная Республика) — польский журналист, историк, литературный критик, деятель коммунистического движения. В 1949—1966 директор Еврейского исторического института.

## Биография
Родился 8 июня 1908 года в Ломже, в еврейской семье. Учился на юридическом факультете Варшавского университета с 1927 по 1931 годы. С 1928 года член Коммунистической партии Польши, сотрудничал в еврейской коммунистической прессе. В 1932 году окончил учёбу и получил диплом юриста.
В 1934—1938 годах был членом центральной редакции еврейских изданий при ЦК КПП. В 1934—1935 годах был редактором легальной коммунистической газеты «Der Frajnd». В 1936—1938 годах член правления Союза еврейских литераторов и журналистов. К 1939 году опубликовал двухтомный труд на идиш «История общественных движений в Польше» (Geshikhte fun di Sotsiale Bavegungen in Poyln).
Во время Второй мировой войны работал в Советском Союзе. Сначала в Минске, где был сотрудником Белорусской Академии наук. Затем в Москве и Куйбышеве. Сотрудничал с Еврейским антифашистским комитетом и Совинформбюро. Был одним из организаторов Союза польских патриотов, а с 1944 года был членом Главного правления этой организации и вице-президентом Организационного комитета польских евреев при СПП. Участвовал в пропаганде репатриации поляков из СССР в Польшу. В Москве он опубликовал свою первую работу о еврейских восстаниях в оккупированной Польше.
В 1946 году возвратился в Польшу и начал работать в Центральном комитете польских евреев. С 1949 и до самой смерти в 1966 возглавлял Еврейский исторический институт в Варшаве. Был членом президиума ЦК евреев в Польше, председателем Ассоциации еврейских писателей и журналистов и главным редактором газеты «Новая жизнь» (Dos Naje Lebn). Также был главным редактором Бюллетеня института и институтского издания «Bleter far Geshikhte».
С 1954 он имел звание адъюнкт-профессора. В 1957 году посетил Израиль и выступил с докладом на Втором Всемирном конгрессе по иудаике. Устанавливал связи с научными учреждениями Израиля — институтом Яд ва-Шем и Центральным архивом по истории еврейского народа (Иерусалим).
16 июля 1954 года награждён Золотым крестом за заслуги в ознаменование «выдающихся заслуг на ниве науки».
Бернард Марк умер в Варшаве, 4 августа 1966 года. Похоронен на главной аллее еврейского кладбища на улице Окопова в Варшаве (ряд 1, место 64).

## Научная деятельность
Бернард Марк был первым историком, который осветил участие Еврейского воинского союза в восстании в Варшавском гетто. Основной темой его работ были судьбы евреев в период Холокоста и военная проблематика. Его исторические взгляды соответствовали официальной коммунистической версии истории.
В 1956 году французский историк Мишель Анри критиковал работу Бернарда Марка «Восстание в Варшавском гетто» за излишнее акцентирование участия коммунистов в антинацистском Сопротивлении в Польше и отсутствие какого-либо упоминания о советско-немецком соглашении о разделе Польши. В 1959 году, по случаю выхода нового издания книги, Бернард Марк признал, что первое издание было слишком пропагандистским и что в новое издание внесены изменения. Но, как отметил польский историк Ежи Томашевский, эти изменения носили косметический характер.
В 1962 году историк Мишель Борович критиковал Бернарда Марка за изменения, внесённые в выпущенный Еврейским историческим институтом в Восточном Берлине сборник аутентичных документов и воспоминаний о периоде Холокоста и восстания в гетто, а также за допущенные им умолчания.
Ежи Томашевский также обвинил Бернарда Марка в фальсификациях при издании архива Онег Шабат в 1952 году.

### Работы
- 1950: Di jidisze tragedje in der pojliszer literatur (Еврейская трагедия в польской литературе);
- 1952: Ruch oporu w getcie bialostockim / Der Oyfshtand in Byalistoker Geto (Движение сопротивления в Белостокском гетто);
- 1953: Powstanie w getcie warszawskim (Восстание в Варшавском гетто);
- 1953: Dokumenten un Materialen vegn Oyfshtand in Varshever Geto;
- 1954: Rzemieślnicy żydowscy w Polsce feudalnej (Еврейские ремесленники в феодальной Польше);
- 1954: Twórczość pisarzy poległych w gettach i obozach / Di Umgekumene Shrayber fun di Getos un Lagern un Zeyere Verk (Творчество писателей погибших в гетто и лагерях);
- 1955: The Extermination and the Resistance of the Polish Jews During the Period 1939—1944;
- 1957: Di Geshikhte fun Yidn in Poyln (История евреев в Польше);
- 1958: Raport Jürgena Stroopa;
- 1959: Walka i zagłada warszawskiego getta (Борьба и уничтожение Варшавского гетто);
- 1963: Der Oy fshtand in Varshever Geto;
- 1985: The scrolls of Auschwitz (Анналы Аушвица).

## Семья
В 1937 году он женился на Эстер Гольдхас — учительнице и деятельница КПП. После войны она работала исследователем в том же Еврейском историческом институте. Через 2 года после смерти Бернарда, в 1968 году, она переехала в Израиль и умерла там в 1994 году.